# 137
El año 137 (CXXXVII) fue un año común comenzado en lunes del calendario juliano, en vigor en aquella fecha.
En el Imperio romano el año fue nombrado el del consulado de César y Balbino, o menos frecuentemente, como el 890 ab urbe condita, siendo su denominación como 137 a principios de la Edad Media, al establecerse el Anno Domini.

## Nacimientos
- Shi Xie, gobernante de la provincia de Jiaozhi durante el final de la dinastía Han.

## Fallecimientos
- Telesforo, papa.
- Vologases I de Armenia.